# Overcooked
Overcooked är ett matlagningssimuleringsspel utvecklat av Ghost Town Games och publicerat av Team17. I en lokal samarbetsläge kontrollerar spelarna ett antal kockar i olika kök fyllda med hinder och faror för att snabbt laga mat till specifika beställningar inom en tidsgräns. Spelet släpptes till Microsoft Windows, Playstation 4 och Xbox One 2016. En version till Nintendo Switch släpptes 27 juli 2017.